# Vroegste gitje
Het vroegste gitje (Cheilosia fasciata) is een vliegensoort uit de familie van de zweefvliegen (Syrphidae). De wetenschappelijke naam van de soort is voor het eerst geldig gepubliceerd in 1853 door Schiner & Egger.

## Ecologie
Het vroegste gitje heeft daslook als waardplant. Hierdoor kunnen de zogenaamde mijnen worden aangetroffen op de bladeren van de daslook. De volwassen vrouwtjes leggen hun eitjes net onder de cuticula/epidermis (bovenste huidlaag van bladeren) waar de larven de eerste periode van hun leven doormaken, en zich gangen in het blad eten (de zogenaamde mijnen).

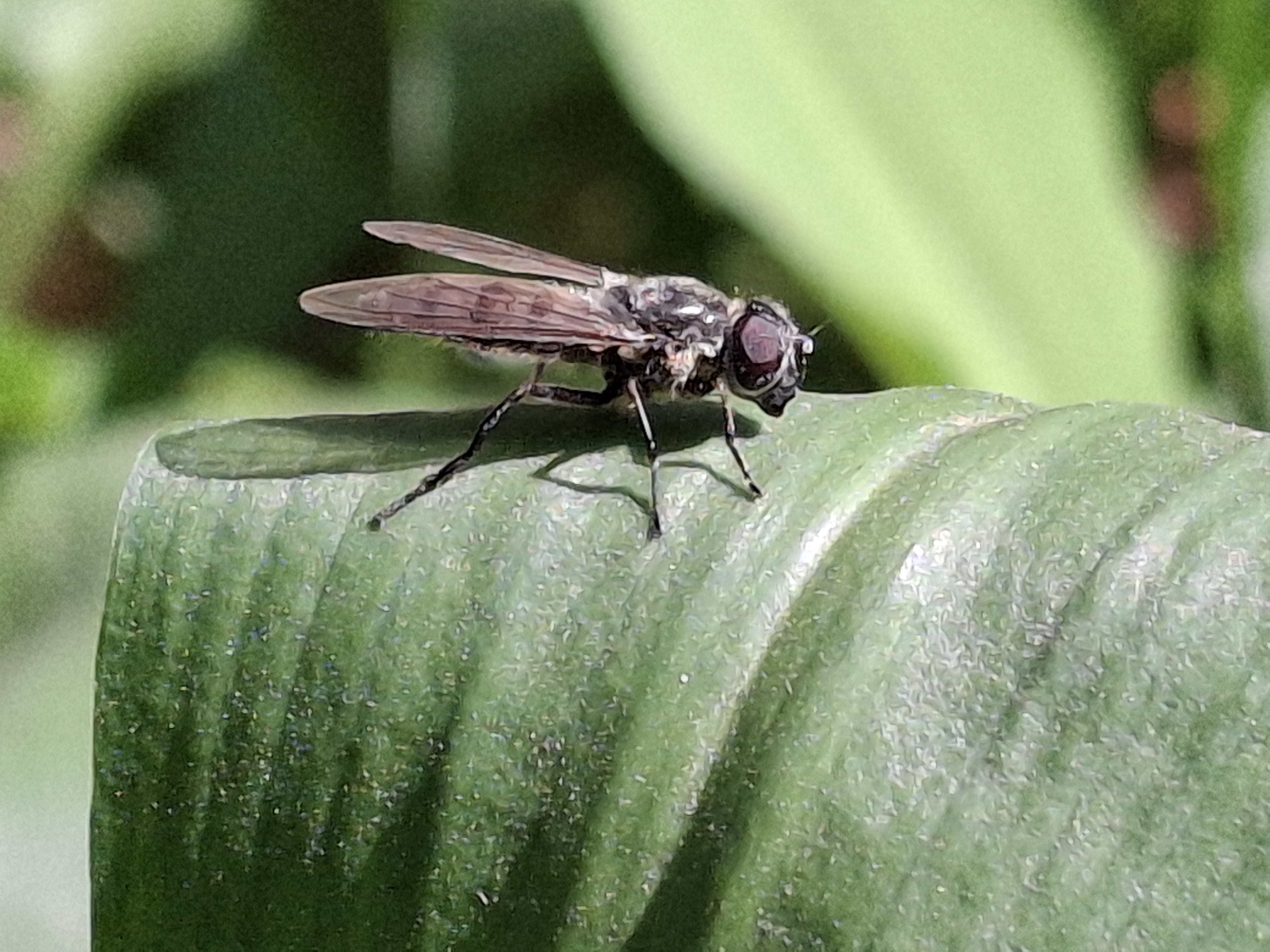
Imago van vroegste gitje, op daslook.
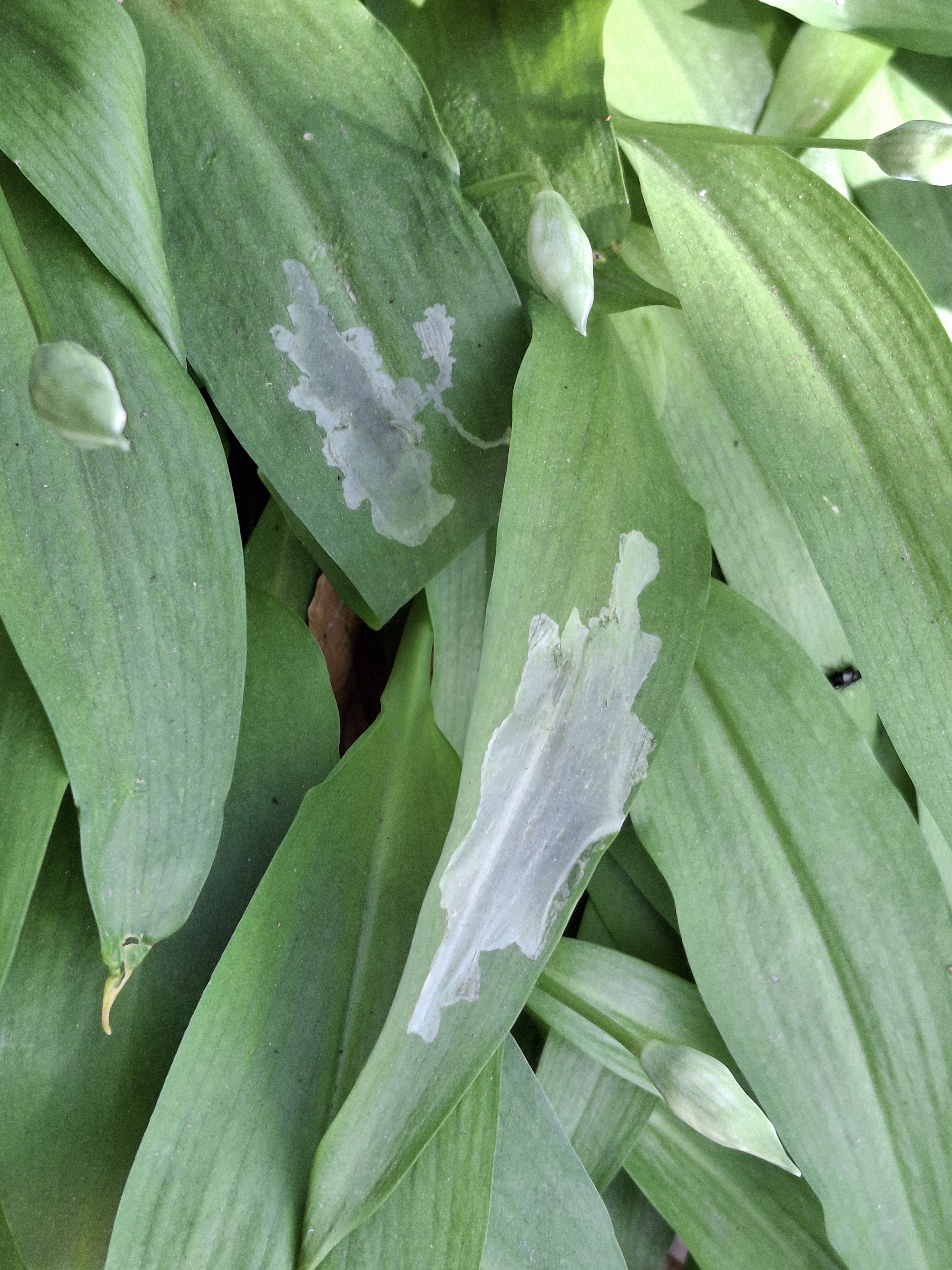
Mijnen van vroegste gitje, op daslook.

## Voorkomen
In België wordt de soort aangemerkt als 'zeer zeldzaam'. In Nederland wordt de soort aangemerkt als 'zeldzaam'. De soort wordt voornamelijk waargenomen in het voorjaar (van maart tot juni).